# Emile Samyn
Emile Samyn (28 april 1997) is een Belgisch profvoetballer die als aanvaller speelt bij Lierse Kempenzonen. Samyn stroomde in 2015 vanuit de jeugd door. Hij debuteerde onder Franky Van Der Elst in een competitiematch tegen Seraing, Samyn viel in in minuut 82. In mei 2017 maakte KSV Roeselare bekend dat Samyn voor 3 seizoenen bijtekende tot medio 2020. In het seizoen 2019-2020 werd Samyn door KSV Roeselare uitgeleend aan Lierse Kempenzonen, eind dat seizoen liep zijn contract af waarna Lierse Kempenzonen hem transfervrij kon overnemen.

## Statistieken
| Seizoen         | Club                 | Competitie             | Competitie | Competitie | Play-offs | Play-offs | Beker | Beker | Totaal | Totaal |
| Seizoen         | Club                 | Competitie             | Wed.       | Dlp.       | Wed.      | Dlp.      | Wed.  | Dlp.  | Wed.   | Dlp.   |
| --------------- | -------------------- | ---------------------- | ---------- | ---------- | --------- | --------- | ----- | ----- | ------ | ------ |
| 2014-2015       | KSV Roeselare        | Proximus League        | 2          | 0          | 0         | 0         | 0     | 0     | 2      | 0      |
| 2015-2016       | KSV Roeselare        | Proximus League        | 22         | 2          | 0         | 0         | 0     | 0     | 22     | 2      |
| 2016-2017       | KSV Roeselare        | Proximus League        | 1          | 0          | 5         | 0         | 1     | 0     | 7      | 0      |
| 2017-2018       | KSV Roeselare        | Proximus League        | 18         | 2          | 2         | 0         | 2     | 0     | 22     | 2      |
| 2018-2019       | KSV Roeselare        | Proximus League        | 14         | 1          | 0         | 0         | 1     | 0     | 15     | 1      |
| 2019-2020       | KSV Roeselare        | Proximus League        | 3          | 0          | 0         | 0         | 0     | 0     | 3      | 0      |
| 2019-2020       | → Lierse Kempenzonen | Eerste klasse amateurs | 10         | 3          | 0         | 0         | 1     | 0     | 11     | 3      |
| 2020-2021       | Lierse Kempenzonen   | Eerste klasse B        | 28         | 3          | 0         | 0         | 0     | 0     | 28     | 3      |
| Carrière totaal | Carrière totaal      | Carrière totaal        | 98         | 11         | 7         | 0         | 5     | 0     | 110    | 11     |

* Bijgewerkt op 31 mei 2021.